# Hypoferritinémie
L'hypoferritinémie est un taux de ferritine dans les globules rouges inférieur à la moyenne,,. Pour les hommes il doit être compris entre 20 et 300 microgrammes par litre (µg/L), et pour les femmes, il doit être compris entre 15 et 200 µg/L.